# Medalla del Centenario (Prusia)
La Medalla Memorial del Káiser Guillermo, también conocida como Medalla del Centenario (en alemán: Kaiser-Wilhelm-Erinnerungsmedaille Zentenarmedaille) fue establecida el 22 de marzo de 1897 por Guillermo II en ocasión del 100.º aniversario de su abuelo, el emperador Guillermo I de Alemania.
La medalla fue concedida por Prusia a funicionarios del estado y universitarios, así como a todo oficial militar, oficiales no comisionados y personal alistado, que servían en el ejército, la marina y la Schutztruppe. Las medallas también fueron concedidas a veteranos sobrevivientes de la primera guerra de Schleswig, la segunda guerra de Schleswig, la guerra austro-prusiana, y la guerra franco-prusiana. 

## Apariencia
La medalla fue hecha de bronce de cañones capturados. Tiene 40 mm de diámetro y era suspendida por una cinta de 36 mm de ancho.
En el anverso se halla la cara derecha de la efigie de Guillermo I en uniforme militar con manteo y Pickelhaube. A la izquierda de la efigie se halla la inscripción WILHELM / DER / GROSSE / DEUTSCHE / KAISER (Guillermo el Grande Emperador Alemán). A la derecha se lee KOENIG / VON / PREUSSEN (Rey de Prusia).
El reverso muestra símbolos de la autoridad real incluyendo la Corona de Estado Alemana, un orbe, una espada y un cetro situado sobre un cojín rodeado de hojas de roble, en la mitad inferior de la medalla. A la izquierda se halla una rama de laurel que sube hacia arriba. En la mitad superior se halla la inscripción en seis líneas ZUM ANDENKEN AN DEN HUNDERTSTEN GEBURTSTAG DES GROSSEN KAISERS WILHELM I. 1797 22.MAERZ 1897 (EN MEMORIA DEL CIENTO ANIVERSARIO DEL GRAN EMPERADOR GUILERMO I. 1797 - 22 DE MARZO DE 1897).